# McDonnell FH Phantom
Chiếc McDonnell FH-1 Phantom là một kiểu máy bay tiêm kích phản lực hai động cơ của Hải quân Hoa Kỳ, được thiết kế và bay chuyến bay đầu tiên trong thời gian Thế Chiến II. Phantom là chiếc máy bay phản lực thuần túy đầu tiên hạ cánh xuống một tàu sân bay Hoa Kỳ, và là kiểu máy bay phản lực đầu tiên được bố trí bởi Thủy quân Lục chiến Hoa Kỳ. Cho dù thời gian phục vụ tại các đơn vị tiền phương tương đối ngắn, nó đã kịp chứng minh khả năng của những chiếc tiêm kích phản lực có thể hoạt động trên tàu sân bay cho cấp lãnh đạo của Hải quân Mỹ. Hơn nữa, đây là kiểu máy bay tiêm kích thành công đầu tiên của McDonnell, dẫn đến sự phát triển của kiểu tiếp theo F2H Banshee, một trong hai chiếc máy bay tiêm kích phản lực quan trọng nhất của Hải quân trong Chiến tranh Triều Tiên.

## Thiết kế và phát triển
Đầu năm 1943, McDonnell được Hải quân Hoa Kỳ mời hợp tác trong việc phát triển một kiểu máy bay tiêm kích phản lực hoạt động trên tàu sân bay, sử dụng một trong các động cơ phản lực đang được Westinghouse Electric Corporation phát triển. Ba chiếc nguyên mẫu được đặt hàng vào ngày 30 tháng 8 năm 1943 và được đặt tên là XFD-1. Sau khi đánh giá một loạt các kiểu phối hợp động cơ, từ việc sử dụng tám động cơ có đường kính 241 mm (9,5 inch) cho đến hai động cơ có đường kính 483 mm (19 inch), sự chọn lựa dừng lại trên cấu hình hai động cơ 483 mm vì nhẹ nhất và cấu hình đơn giản nhất.
Một thiết kế máy bay với các động cơ được đặt trong gốc cánh được chọn để giúp cho ống hút gió và ống xả ngắn, một cách sắp xếp cung cấp hiệu quả khí động học tốt hơn là các ống động cơ bên dưới cánh. Bốn súng máy 12,7 mm (0,50 in) được bố trí trước mũi. Sử dụng một máy bay phản lực trên tàu sân bay quả là một thách thức lớn hơn rất nhiều so với máy bay tiêm kích hoạt động trên đất liền vì nó đòi hỏi tốc độ cất cánh và hạ cánh thấp hơn để hoạt động trên các sàn đáp nhỏ.
Khi chiếc XFD-1 đầu tiên được hoàn tất vào tháng 1 năm 1945 chỉ có một động cơ Westinghouse 19XB-2B duy nhất có sẵn để lắp đặt. Thử nghiệm chạy thử trên mặt đất và trên đường lăn được thực hiện chỉ với một động cơ, và với sự tin tưởng vào chiếc máy bay mà chuyến bay đầu tiên diễn ra ngày 26 tháng 1 năm 1945 được thực hiện chỉ với một động cơ turbo phản lực. Với sự kết thúc thử nghiệm thành công, một hợp đồng sản xuất được ký vào ngày 7 tháng 3 năm 1945 cho 100 chiếc máy bay FD-1. Sau này tên máy bay được đổi thành FH-1 vì ký hiệu "D" của nhà sản xuất đã được cấp cho hãng Douglas Aircraft Company. (22 năm sau đó, rất lâu sau khi chiếc FH cuối cùng được giao hàng, McDonnell và Douglas được sáp nhập, tạo nên McDonnell Douglas). Với sự kết thúc chiến tranh, hợp đồng sản xuất Phantom bị giảm còn 30 chiếc, nhưng không lâu sau được tăng lên 60 chiếc.
Chiếc nguyên mẫu Phantom thứ hai trở thành máy bay phản lực thuần túy đầu tiên hoạt động trên một tàu sân bay Hoa Kỳ, thực hiện bốn lần hạ cánh và cất cánh thành công trên chiếc USS Franklin D. Roosevelt vào ngày 21 tháng 7 năm 1946. Vào lúc đó, đây là chiếc tàu sân bay lớn nhất của Hải quân Mỹ, cho phép máy bay cất cánh mà không cần dùng đến máy phóng. Chiếc máy bay phối hợp động cơ cánh quạt-phản lực Ryan FR Fireball ở góc độ kỹ thuật mới là chiếc máy bay đầu tiên có động cơ phản lực đã hạ cánh lần đầu tiên trên một tàu sân bay Mỹ, nhưng nó được thiết kế để sử dụng chủ yếu động cơ piston cánh quạt khi cất cánh và hạ cánh.
Ý thức được rằng việc sản xuất những động cơ phản lực lớn hơn sẽ xảy ra, các kỹ sư của McDonnell đề nghị một phiên bản Phantom khác mạnh mẽ hơn trong khi chiếc máy bay nguyên thủy vẫn còn đang được tiếp tục phát triển – một đề nghị đã dẫn đến việc thiết kế kiểu sẽ thay thế chiếc Phantom, chiếc F2H Banshee. Mặc dù chiếc máy bay mới ban đầu được mường tượng là một kiểu Phantom cải tiến, nhu cầu cần trang bị vũ khí mạnh hơn và trữ lượng nhiên liệu bên trong nhiều hơn sau đó đã dẫn đến một máy bay to và nặng hơn nhiều, chia sẻ rất ít các phần chung với chiếc máy bay yểu điệu trước đây.

## Lịch sử hoạt động
Những chiếc Phantom được sản xuất hằng loạt bao gồm một số cải tiến trong thiết kế; một đế giữa thân gắn thùng nhiên liệu phụ vứt được, khung máy bay cứng chắc hơn, bộ ngắm súng cải tiến, đuôi cải tiến, bổ sung các phanh gió, và các động cơ mạnh hơn đôi chút. Những chiếc Phantom đầu tiên được giao đến Phi đội Tiêm kích VF-17A (sau này đổi tên thành Phi đội VF-171) vào tháng 8 năm 1947; phi đội nhận đầy đủ 24 máy bay trong biên chế vào ngày 29 tháng 5 năm 1948. Bắt đầu từ tháng 11 năm 1947, những chiếc Phantom được giao cho Phi đội VMFA-122 Thủy quân Lục chiến Hoa Kỳ, làm cho họ trở thành phi đội Thủy quân Lục chiến đầu tiên được trang bị máy bay phản lực. Những chiếc Phantom của Hải quân Mỹ được sử dụng rộng rãi trên các tàu sân bay. VF-17A trở thành phi đội tiêm kích phản lực đầu tiên hoạt động trên tàu sân bay khi họ được bố trí lên chiếc USS Saipan vào ngày 5 tháng 5 năm 1948. Tuy nhiên, ít có các cuộc huấn luyện chiến đấu được thực hiện trên kiểu máy bay này.
Quá trình phục vụ của Phantom như là máy bay tiêm kích tại tiền tuyến khá ngắn ngủi. Tầm bay hạn chế và vũ khí trang bị nhẹ, đáng kể là không có khả năng mang bom, làm cho chỉ phù hợp nhất trong vai trò máy bay tiêm kích đánh chặn phòng thủ điểm. Tuy vậy, vận tốc và tốc độ lên cao chỉ nhỉnh hơn so với các máy bay tiêm kích cánh quạt đang có và kém hơn nhiều các máy bay phản lực hiện đại khác như chiếc P-80 Shooting Star, làm nảy sinh mối lo ngại là những chiếc Phantom sẽ bị vượt qua bởi những chiếc máy bay tiêm kích phản lực đối thủ không lâu sẽ xuất hiện trong tương lai. Hơn nữa, kinh nghiệm có được trong Thế Chiến II cho thấy giá trị của những chiếc máy bay tiêm kích hải quân có khả năng được dùng như máy bay tấn công mặt đất, khả năng mà Phantom thiếu sót. Cuối cùng, chiếc máy bay bộc lộ một số thiếu sót trong thiết kế: thiết bị điện tử dẫn đường yếu kém, không thể trang bị các ghế phóng vừa mới được phát triển, và vị trí của các khẩu súng máy bên trên mũi máy bay làm cho phi công tạm thời bị mù do lửa đạn khi bắn súng vào ban đêm.
Chiếc F2H Banshee và chiếc F9F Panther, cả hai đã bắt đầu bay thử nghiệm vào khoảng thời gian chiếc Phantom được đưa vào hoạt động, đều thỏa mãn sự kỳ vọng của Hải quân về một kiểu máy bay phản lực đa dụng, tầm bay xa và tính năng cao. Kết quả là, Phantom được nhanh chóng tuyên bố là đã lạc hậu và phục vụ chủ yếu tại các phi đội như là máy bay huấn luyện cho phi công trong khi chờ đợi chiếc Panther hay Banshee được giao, bắt đầu vào tháng 8 năm 1948 khi những chiếc Phantom thuộc Phi đội VF-17A được phân phối cho các đơn vị khác. Chiếc FH-1 được rút hoàn toàn khỏi phục vụ trong Hải quân và Thủy quân Lục chiến Mỹ vào cuối năm 1949, trước khi xảy ra Chiến tranh Triều Tiên. Nó đảm nhiệm vai trò huấn luyện trong các đơn vị thuộc Hải quân Trừ bị Hoa Kỳ cho đến năm 1954. Không có chiếc Phantom nào tham gia chiến tranh.
Vào năm 1964, một trường hàng không phục hồi hai chiếc Phantom để bay được, dự định sử dụng chúng trong huấn luyện bay phản lực dân sự. Dự án không thành công và những chiếc máy bay nghỉ hưu vĩnh viễn.

## Các nước sử dụng
Hoa Kỳ
- Hải quân Hoa Kỳ
- Thủy quân Lục chiến Hoa Kỳ

## Đặc điểm kỹ thuật (FH-1 Phantom)

### Đặc tính chung
- Đội bay: 01 người
- Chiều dài: 11,35 m (37 ft 3 in)
- Sải cánh: 12,42 m (40 ft 9 in); khi gập cánh 4,95 m (16 ft 3 in)
- Chiều cao: 4,32 m (14 ft 2 in)
- Lực nâng của cánh: 178 kg/m² (36,4 lb/ft²)
- Trọng lượng không tải: 3.031 kg (6.683 lb)
- Trọng lượng có tải: 4.552 kg (10.035 lb)
- Trọng lượng cất cánh tối đa: 5.459 kg (12.035 lb)
- Trữ lượng nhiên liệu: 1.420 L (375 US gal) bên trong, 2.540 L (670 US gal) với các thùng nhiên liệu phụ vứt được
- Động cơ: 2 x động cơ Westinghouse J30-WE-20 turbo phản lực, lực đẩy 1.600 lbf (7,1 kN) mỗi động cơ

### Đặc tính bay
- Tốc độ lớn nhất: 771 km/h (479 mph) ở độ cao mặt biển
- Tốc độ bay đường trường: 399 km/h (248 mph)
- Tầm bay tối đa: 1.120 km (695 mi), 1.580 km (980 mi) với các thùng nhiên liệu phụ
- Trần bay: 12.525 m (41.100 ft)
- Tốc độ lên cao: 21,5 m/s (4.230 ft/min)
- Tỉ lệ lực đẩy/khối lượng: 0,32

### Vũ khí
- 4 x súng máy Browning M2 12,7 mm (0.50 in)

## Nội dung liên quan

### Máy bay liên quan
- F2H Banshee

### Máy bay tương tự
- de Havilland Sea Vampire
- Hawker Sea Hawk
- North American FJ-1 Fury
- Supermarine Attacker
- Vought F6U Pirate

### Trình tự thiết kế
- FH - F2H - F3H - F4H

### Danh sách liên quan
- Danh sách máy bay chiến đấu
- Danh sách máy bay quân sự Hoa Kỳ